# Liste des espèces d'arbres de la forêt métropolitaine française
Cet article liste les 191 espèces d'arbres recensées par l'inventaire forestier de 2015.
- Abricotier
- Ailante
- Alisier blanc
- Alisier de Fontainebleau
- Alisier de Mougeot
- Alisier torminal
- Amandier
- Arbousier
- Arbre de Judée
- Aubépine azerolier
- Aubépine monogyne
- Aubépine épineuse
- Aulne blanc
- Aulne de Corse
- Aulne glutineux
- Aulne vert
- Bouleau pubescent
- Bouleau verruqueux
- Bourdaine
- Bruyère arborescente
- Buis
- Caroubier
- Catalpa
- Cédratier
- Cerisier
- Cerisier de Sainte-Lucie
- Cerisier tardif
- Cerisier à grappes
- Charme-houblon
- Charme
- Châtaignier
- Chêne chevelu
- Chêne des marais
- Chêne faux-liège (en)
- Chêne pubescent
- Chêne pédonculé
- Chêne rouge d'Amérique
- Chêne rouvre
- Chêne tauzin
- Chêne vert
- Chêne écarlate
- Chêne-liège
- Cognassier
- Cormier
- Cornouiller mâle
- Cyprès
- Cyprès chauve
- Cyprès de Lambert
- Cyprès de Lawson
- Cyprès de l'Arizona
- Cyptomeria du Japon
- Cytise aubour
- Cytise des Alpes
- Cèdre de Chypre
- Cèdre de l’Himalaya
- Cèdre de l'atlas
- Cèdre du Liban
- Douglas
- Épicéa commun
- Épicéa de Sitka
- Épicéa omorica
- Érable champêtre
- Érable de Montpellier
- Érable negundo
- Érable plane
- Érable sycomore
- Érable à feuilles d'obier
- Eucalyptus
- Figuier de Carie
- Filaire à feuille large
- Filaire à feuille étroite
- Filao
- Frêne commun
- Frêne d'Amérique
- Frêne oxyphylle
- Frêne à fleurs
- Fusain d'Europe
- Genévrier commun
- Genévrier oxycèdre
- Genévrier thurifère
- Houx
- Hêtre
- If
- Kaki
- Laurier noble
- Liquidambar
- Mandarinier
- Marronnier d'Inde
- Merisier
- Micocoulier
- Mimosa
- Mélèze d'Europe
- Mélèze du Japon
- Mélèze hybride
- Mûrier blanc
- Mûrier de Chine
- Mûrier noir
- Nerprun alaterne
- Nerprun des Alpes
- Nerprun purgatif
- Noisetier
- Noyer commun
- Noyer noir
- Olivier
- Olivier de Bohême
- Oranger
- Oranger des osages
- Orme champêtre
- Orme de montagne
- Orme lisse
- Paulownia
- Peuplier blanc
- Peuplier cultivé
- Peuplier grisard
- Peuplier noir
- Pin brutia (ou) eldarica
- Pin cembro
- Pin d'Alep
- Pin de Monterey
- Pin de Murray
- Pin de Salzmann
- Pin laricio de Calabre
- Pin laricio de Corse
- Pin maritime
- Pin mugo
- Pin noir
- Pin pignon
- Pin sylvestre
- Pin Weymouth
- Pin à crochets
- Pin à encens
- Pistachier lentisque
- Pistachier térébinthe
- Pistachier vrai
- Plaqueminier
- Platane d'Occident
- Platane d'Orient
- Platane à feuilles d'érable
- Poirier commun
- Poirier neigeux
- Poirier à feuilles d'amandier
- Poirier à feuilles en cœur
- Pommier sauvage
- Prune-cerise
- Prunellier
- Prunier de Briançon
- Prunier domestique
- Robinier faux acacia
- Sapin d'Andalousie
- Sapin de Cilicie
- Sapin de Céphalonie
- Sapin de Nordmann
- Sapin de Turquie
- Sapin de Vancouver
- Sapin du Colorado
- Sapin noble
- Sapin pectiné
- Saule blanc
- Saule cassant
- Saule cendré
- Saule des vanniers
- Saule drapé
- Saule faux-daphné
- Saule marsault
- Saule pédicellé
- Saule rouge
- Saule roux
- Saule à cinq étamines
- Saule à trois étamines
- Sorbier de Finlande
- Sorbier de Suède
- Sorbier des oiseleurs
- Sureau noir
- Sureau rouge
- Sumac de Virginie
- Séquoia géant
- Séquoia toujours vert
- Tamaris d'Afrique
- Tamaris de France
- Thuya du Canada
- Thuya géant
- Tilleul argenté
- Tilleul d'Amérique du Nord
- Tilleul vert
- Tilleul à grandes feuilles
- Tilleul à petites feuilles
- Tremble
- Tsuga du Canada
- Tsuga hétérophylle
- Tulipier de Virginie
- Vernis vrai

Le GlobalTreeSearch recense 125 espèces indigènes d'arbres et arbustes :
- Cotinus coggygria Scop.
- Pistacia lentiscus L.
- Pistacia terebinthus L.
- Rhus coriaria L.
- Ilex aquifolium L.
- Chamaerops humilis L.
- Alnus alnobetula (Ehrh.) K.Koch
- Alnus cordata (Loisel.) Duby
- Alnus glutinosa (L.) Gaertn.
- Alnus incana (L.) Moench
- Betula pendula Roth
- Betula pubescens Ehrh.
- Carpinus betulus L.
- Corylus avellana L.
- Ostrya carpinifolia Scop.
- Buxus sempervirens L.
- Celtis australis L.
- Euonymus europaeus L.
- Euonymus latifolius (L.) Mill.
- Cornus mas L.
- Juniperus communis L.
- Juniperus oxycedrus L.
- Juniperus phoenicea L.
- Juniperus thurifera L.
- Juniperus turbinata Guss.
- Hippophae rhamnoides L.
- Arbutus unedo L.
- Erica arborea L.
- Euphorbia dendroides L.
- Anagyris foetida L.
- Ceratonia siliqua L.
- Cercis siliquastrum L.
- Cytisus arboreus (Desf.) DC.
- Laburnum alpinum (Mill.) Bercht. & J.Presl
- Laburnum anagyroides Medik.
- Fagus sylvatica L.
- Quercus cerris L.
- Quercus coccifera L.
- Quercus ilex L.
- Quercus petraea (Matt.) Liebl.
- Quercus pubescens Willd.
- Quercus pyrenaica Willd.
- Quercus robur L.
- Quercus rotundifolia Lam.
- Quercus suber L.
- Vitex agnus-castus L.
- Laurus nobilis L.
- Tilia cordata Mill.
- Tilia platyphyllos Scop.
- Tilia tomentosa Moench
- Ficus carica L.
- Myrtus communis L.
- Fraxinus angustifolia Vahl
- Fraxinus excelsior L.
- Fraxinus ornus L.
- Olea europaea L.
- Phillyrea latifolia L.
- Abies alba Mill.
- Larix decidua Mill.
- Picea abies (L.) H.Karst.
- Pinus cembra L.
- Pinus halepensis Mill.
- Pinus mugo Turra
- Pinus nigra J.F.Arnold
- Pinus pinaster Aiton
- Pinus pinea L.
- Pinus sylvestris L.
- Pinus uncinata Ramond ex DC.
- Frangula alnus Mill.
- Rhamnus alaternus L.
- Rhamnus alpina L.
- Rhamnus cathartica L.
- Crataegus laevigata (Poir.) DC.
- Crataegus monogyna Jacq.
- Crataegus rhipidophylla Gand.
- Malus sylvestris (L.) Mill.
- Prunus avium (L.) L.
- Prunus brigantina Vill.
- Prunus lusitanica L.
- Prunus mahaleb L.
- Prunus padus L.
- Prunus prostrata Labill.
- Prunus spinosa L.
- Pyrus communis L.
- Pyrus cordata Desv.
- Pyrus nivalis Jacq.
- Pyrus spinosa Forssk.
- Sorbus aria (L.) Crantz
- Sorbus aucuparia L.
- Sorbus domestica L.
- Sorbus latifolia (Lam.) Pers.
- Sorbus legrei Cornier
- Sorbus mougeotii Soy.-Will. & Godr.
- Sorbus remensis Cornier
- Sorbus torminalis Garsault
- Populus alba L.
- Populus nigra L.
- Populus tremula L.
- Salix alba L.
- Salix appendiculata Vill.
- Salix atrocinerea Brot.
- Salix caprea L.
- Salix cinerea L.
- Salix daphnoides Vill.
- Salix eleagnos Scop.
- Salix myrsinifolia Salisb.
- Salix pentandra L.
- Salix purpurea L.
- Salix triandra L.
- Salix viminalis L.
- Acer campestre L.
- Acer monspessulanum L.
- Acer opalus Mill.
- Acer platanoides L.
- Acer pseudoplatanus L.
- Staphylea pinnata L.
- Tamarix africana Poir.
- Tamarix gallica L.
- Taxus baccata L.
- Ulmus glabra Huds.
- Ulmus laevis Pall.
- Ulmus minor Mill.
- Sambucus nigra L.
- Sambucus racemosa L.
- Viburnum tinus L.